# Tipasa
Tipasa o Tibaza, antiga Tefessedt (àrab: تيبازة, Tībāza; amazic chenoua: Basar) és una ciutat a la costa d'Algèria, capital de la província o wilaya homònima, a 68 km d'Alger.
Va ser declarada Patrimoni de la Humanitat de la UNESCO l'any 1982.
A l'època romana era una ciutat de la Mauritània Cesariense a la que l'emperador Claudi va atorgar la ciutadania llatina, segons Plini el Vell, i després va ser una colònia romana, tal com consta a l'Itinerari d'Antoní. No era massa lluny de la ciutat de Cesarea. L'historiador Procopi diu que prop de Tipasa hi havia dues columnes que portaven una inscripció en llengua fenícia que deia: «Som fugitius de la cara de Josuè el lladre i del seu fill Nave».